# Мите Цикарски
Мите Цикарски (на македонска литературна норма: Мите Цикарски) е северномакедонски футболист, който играе на поста ляв бек.

## Кариера
На 15 юли 2020 г. Цикарски подписва с Ботев (Пловдив). Дебютира на 9 август при победата с 2:0 като домакин на Локомотив (Пловдив).

## Успехи
Вардар
- Първа македонска футболна лига (2): 2011/12, 2012/13
- Суперкупа на Македония (1): 2013

 Работнички
- Купа на Македония (1): 2015